# Jim Boeheim
James Arthur Boeheim, detto Jim (Lyons, 17 novembre 1944), è un ex cestista e allenatore di pallacanestro statunitense, membro del Naismith Memorial Basketball Hall of Fame dal 2005 in qualità di allenatore.

## Palmarès
- Campione NCAA (2003)
- Naismith College Coach of the Year (2010)
- Associated Press College Basketball Coach of the Year (2010)
- Henry Iba Award (2010)
- Clair Bee Coach of the Year Award (2000)